# Єврейська віртуальна бібліотека
Єврейська віртуальна бібліотека ( JVL, раніше відома як JSOURCE )  - це Інтернет-енциклопедія, опублікована американською некомерційною організацією "Американсько-ізраїльське кооперативне підприємство" (AICE) американського аналітика зовнішньої політики Мітчелла Барда.  Це вебсайт, що висвітлює теми про відносини Ізраїлю та США, єврейську історію, Ізраїль, Голокост, антисемітизм та юдаїзм.
На вебсайті є книга «Міфи та факти». Спочатку книга була написана Леонардом Девісом і опублікована в 1964 році. Пізніші видання книги були написані Бардом, який описує її як "Біблію" проізраїльського активіста ". 
До складу JVL також входить вебсайт stopbds.com, метою якого є боротьба з рухом бойкоту, дивістиція та санкцій.

## Огляд

### Розділи, теми
Бібліотека має 13 розділів: Антисемітизм, Історія, міфи та факти, Жінки, Голокост, Подорожі, Карти, Політика, Біографія, Ізраїль, Освіта Ізраїлю, Релігія, Юдаїчні скарби Бібліотеки Конгресу та Життєва статистика та довідкова інформація. 
У JVL розміщено понад 60 000 статей та майже 10 000 фотографій та карт, пов’язаних з єврейською історією, Ізраїлем, відносинами Ізраїлю та США, Голокостом, антисемітизмом та юдаїзмом, а також різною статистикою, інформацією про політику, біографіями, путівниками розділом про єврейських жінок протягом історії та ін.. Вебсайт містить повний текст Танаху та більшої частини Вавилонського Талмуду. 
Він містить інформацію про Ізраїльську освіту  в Америці, включаючи інформацію про Ізраїльські дослідження  та матеріали курсів з предметів, пов’язаних із Ізраїлем. Він також пропонує огляди книг та фільмів та онлайн-проект "Віртуальний досвід Ізраїлю". [Архівовано 11 травня 2022 у Wayback Machine.] На сайті розміщені епізоди подкасту Тель-Авівського огляду. Вебсайт має на меті задокументувати відносини між Ізраїлем та кожним з 50 штатів та опублікувати розсекречені документи з таких джерел, як ЦРУ, Державний департамент та британська служба закордонних справ, які розкривають уявлення про ставлення цих організацій до євреїв та Ізраїлю. 

## Зовнішні посилання
- Вебсайт єврейської віртуальної бібліотеки [Архівовано 21 лютого 2011 у Wayback Machine.]
- Офіційна сторінка YouTube [Архівовано 15 травня 2021 у Wayback Machine.]